# Doreen Miller, Baroness Miller of Hendon
Doreen Miller, Baroness Miller of Hendon MBE JP (* 13. Juni 1933 in London; † 21. Juni 2014 ebenda) war eine britische Politikerin der Conservative Party, die seit 1993 als Life Peeress Mitglied des House of Lords war.

## Leben

### Berufliche Laufbahn
Doreen Miller absolvierte nach dem Besuch der Brondesbury and Kilburn High School ein Studium an der London School of Economics and Political Science und wurde 1971 Friedensrichterin in Brent. Sie war von Beruf zunächst Direktorin der Verwaltung für Familiengesundheitsdienste des London Borough of Barnet sowie zuletzt zwischen 1990 und 1994 dessen Vorsitzende. Daneben fungierte sie von 1985 bis 1988 als Nationale Vorsitzende und Exekutivdirektorin der 300 Group und zwischen 1986 und 1992 als Vorsitzender der Kampagne Women into Public Life sowie von 1987 bis 1990 als Beraterin für Menschenrechte bei der internationalen Frauenorganisation Soroptimist International (SI).
Neben ihrer Tätigkeit für die Familiengesundheitsverwaltung von Barnet war Doreen Miller, die 1989 Mitglied des Order of the British Empire wurde, von 1990 bis 1994 zugleich als Crown Agent leitende Rechtsberaterin des Lord Advocate von Schottland in Anklagefragen. Des Weiteren begann sie Anfang der 1990er Jahre ihre politische Tätigkeit für die Conservative Party und war zwischen 1990 und 1993 Schatzmeisterin der Vereinigung der konservativen Tories von Greater London und gehörte außerdem von 1992 bis 1993 als Mitglied der Kommission für Monopole und Fusionen an, der Vorläuferin der späteren Wettbewerbskommission.

### Oberhausmitglied
Am 14. Oktober 1993 wurde Doreen Miller als Baroness Miller of Hendon, of Gore in the London Borough of Barnet, zur Life Peeress erhoben. Kurz darauf erfolgte ihre Einführung (Introduction) als Mitglied des House of Lords. Im Oberhaus gehörte sie zur Fraktion der Conservative Party.
Zu Beginn ihrer Mitgliedschaft im Oberhaus fungierte Baroness Miller of Hendon, die zwischen 1993 und 1996 Vorsitzende sowie anschließend bis 1998 Präsidentin der Conservative Party von Greater London war, bis 1997 als Baroness-in-Waiting im Haushalt von Königin Elisabeth II. sowie zugleich zwischen 1994 und 1997 als Parlamentarische Geschäftsführerin (Whip) der Regierungsfraktion. Zeitgleich war sie von 1995 bis 1997 Sprecherin der Regierungsfraktion für Gesundheit sowie zugleich zwischen 1996 und 1997 sowohl Fraktionssprecherin für Bildung und Beschäftigung, Handel und Industrie als auch für Umwelt sowie 1996 auch kurzzeitig Sprecherin der Fraktion der regierenden Tories für den öffentlichen Dienst. 
Nach der Niederlage der Conservative Party bei den Unterhauswahlen am 1. Mai 1997 und dem Ende der Amtszeit von Premierminister John Major war Baroness Miller of Hendon bis 1999 Whip der oppositionellen Tory-Fraktion. Zugleich war sie von 1997 bis 2003 Vorsitzende der National Association of Leagues of Hospital and Community Friends.
Weiterhin war Baroness Miller of Hendon zwischen 1997 und 2006 im Schattenkabinett der Conservative Party „Schattenministerin“ für Handel und Industrie sowie zugleich von 1997 bis 2000 Oppositionssprecherin für Umwelt, Verkehr und die Regionen und danach bis 2003 Sprecherin der Opposition für Beschäftigung. Ferner übernahm sie von 2001 bis 2003 die Funktion der Oppositionssprecherin für Bildung und Fähigkeiten.